# Manakins
Manakins (Pipridae) zijn een familie van vogels uit de orde zangvogels. 

## Kenmerken
De mannetjes zijn kleurrijk, vrouwtjes zijn eerder groen. 

## Leefwijze
Ze voeden zich voornamelijk met vruchten en soms met insecten. Deze vogels vertonen een opmerkelijke balts. De mannetjes bewegen zeer snel met hun vleugels en maken grote sprongen. Bij andere soorten gaan de mannetjes in een rij op een tak zitten en proberen elkaar te intimideren.

## Voortplanting
Het vrouwtje bouwt het nest, dat bestaat uit een gevlochten kom in een horizontale takvork. Ze bebroedt ook de 2 eieren, die na 12 tot 15 dagen uitkomen en voert de jongen met insecten.

## Verspreiding en leefgebied
Manakins zijn vogels die in het wild alleen in tropisch Midden- en Zuid-Amerika voorkomen. Ze leven er in het laaglandregenwoud. 

## Betekenis
Het woord manakin (of mannikin) is afgeleid van het Middelnederlandse woord mannekijn (mannetje). (In het Engels heeft nog een groep vogels de naam mannikin, dit zijn geen verwante soorten. Deze mannikins zijn vinkachtigen uit o.a. het geslacht Lonchura uit de familie Estrildidae, en heten in het Nederlands vaak mannetje, zoals het spitsstaartbronzemannetje, Lonchura striata.)

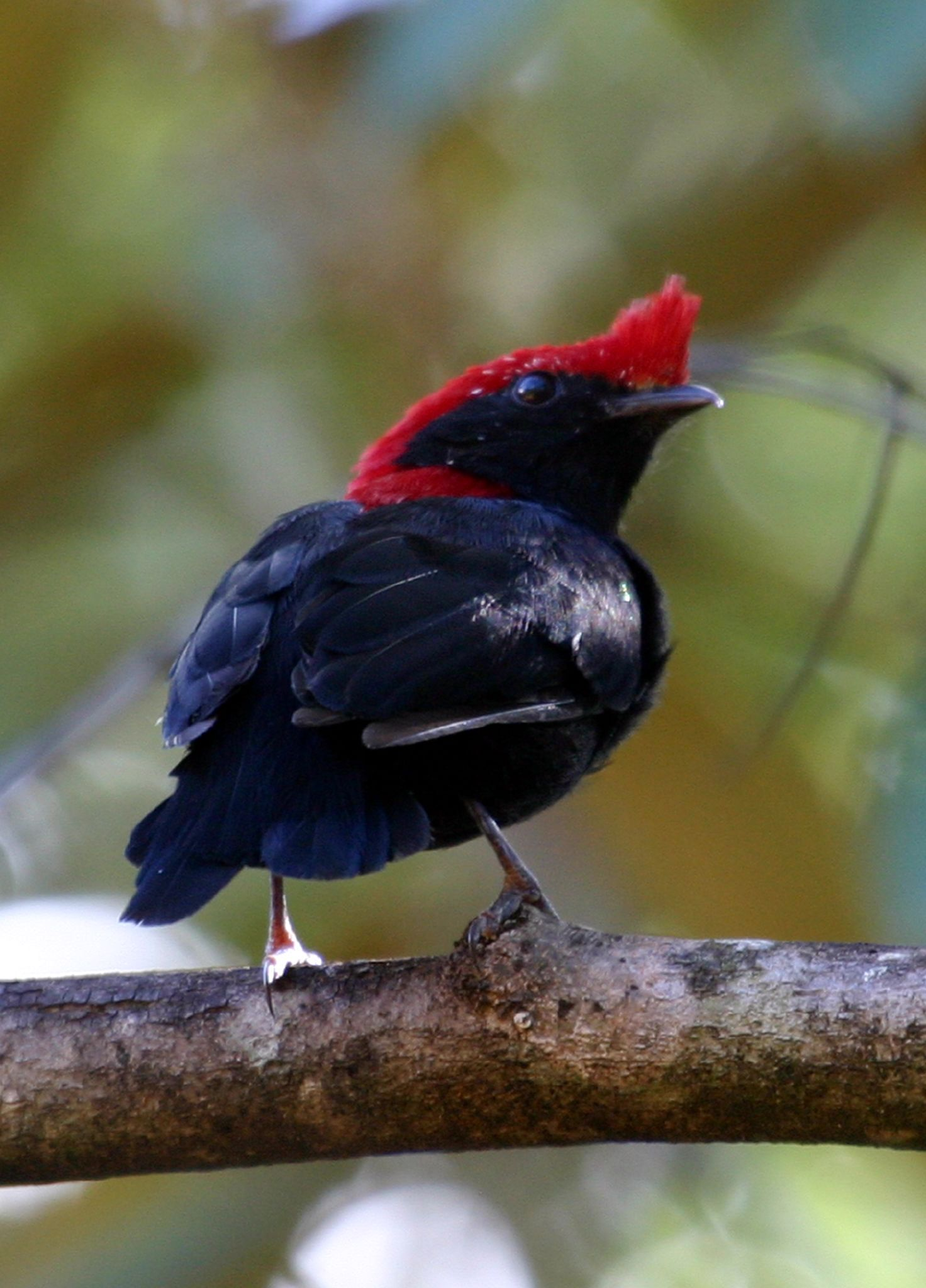
Helmmanakin Chiroxiphia galeata
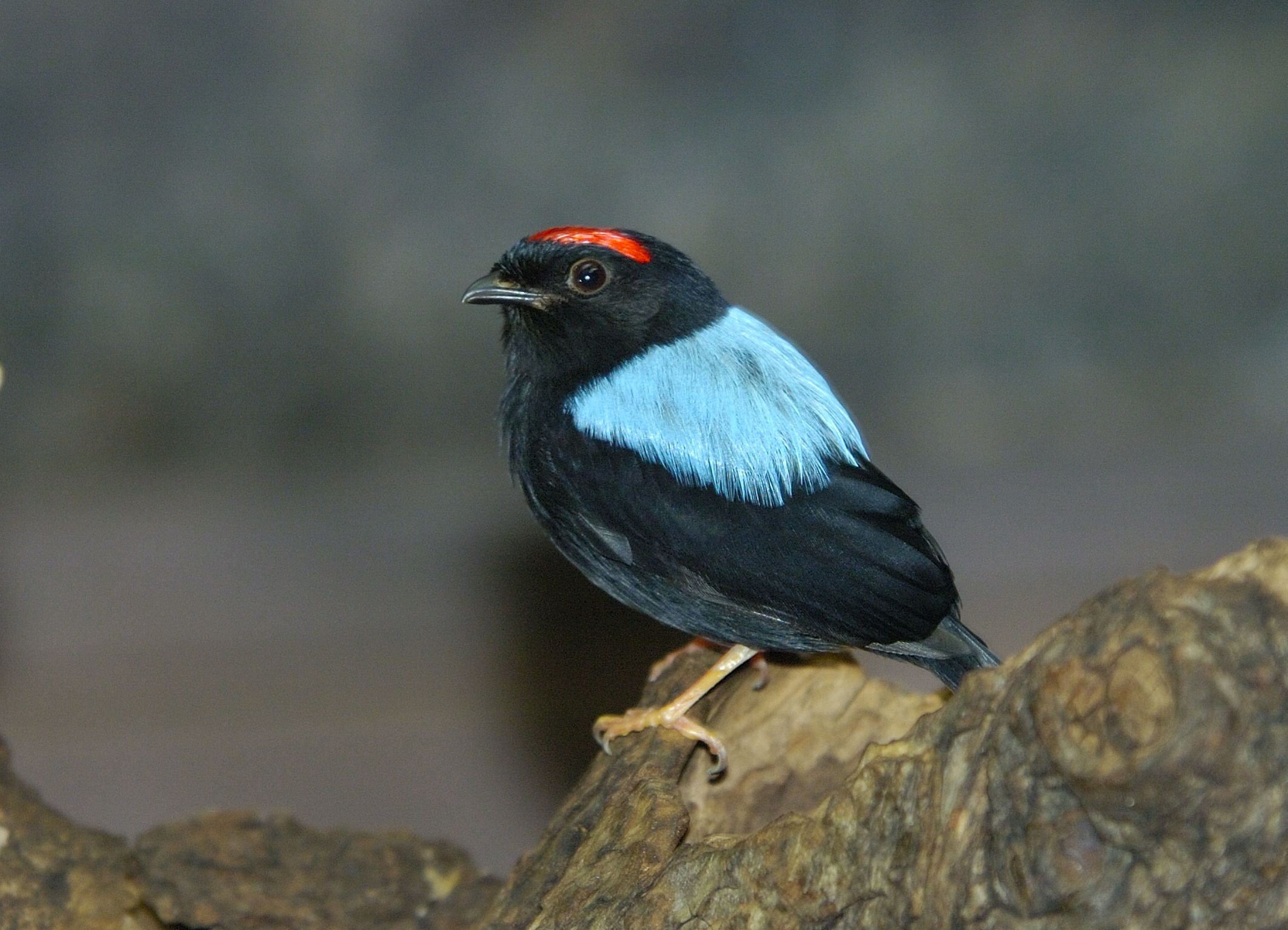
Prachtmanakin Chiroxiphia pareola
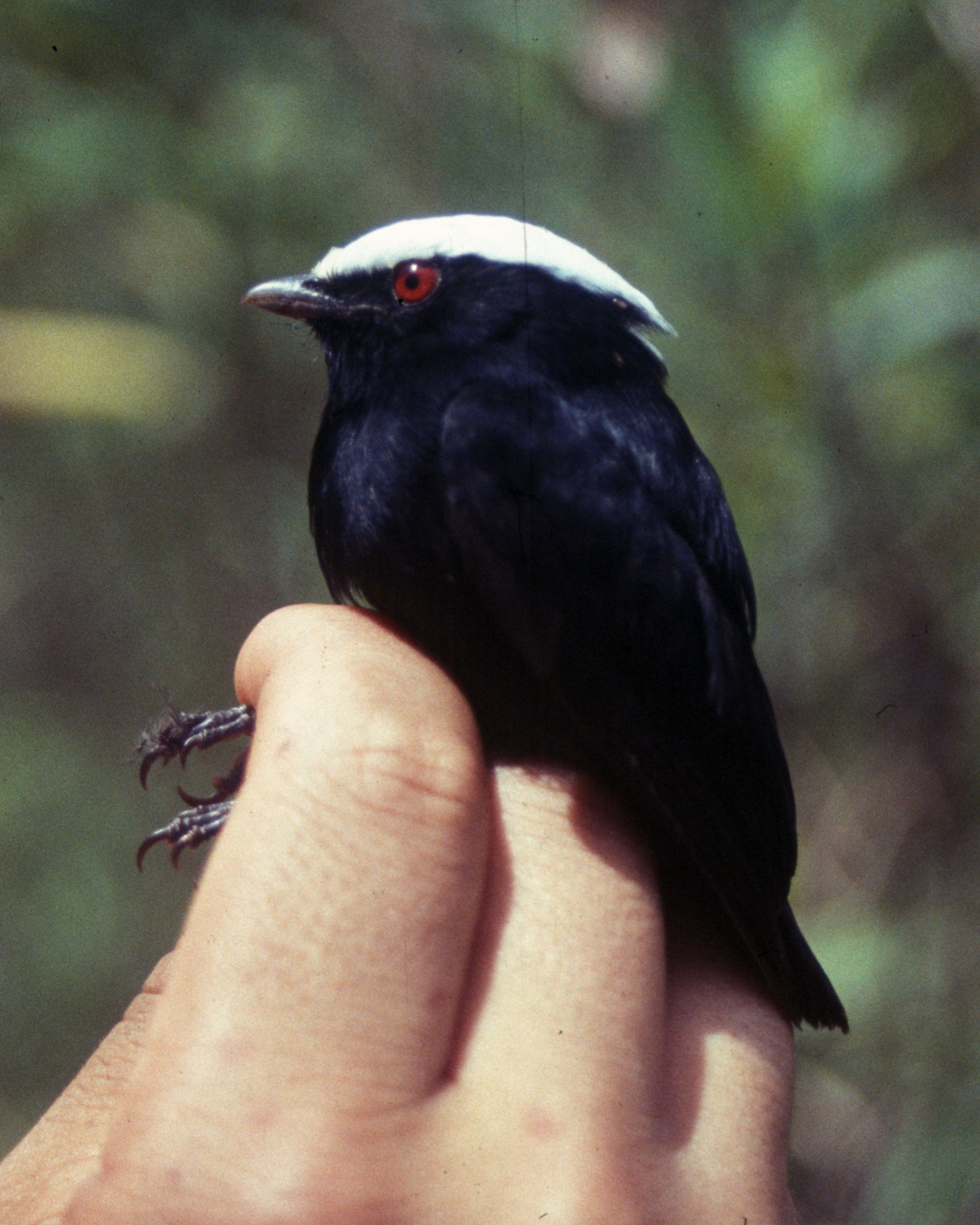
Witkruinmanakin Pseudopipra pipra
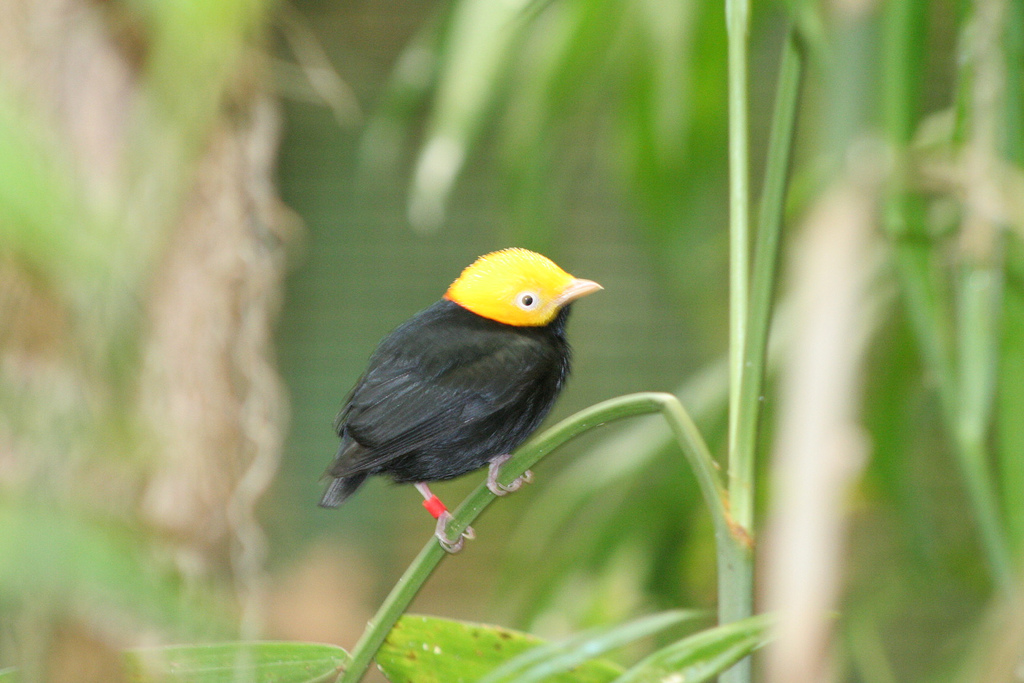
Roodkruinmanakin Pipra erythrocephala
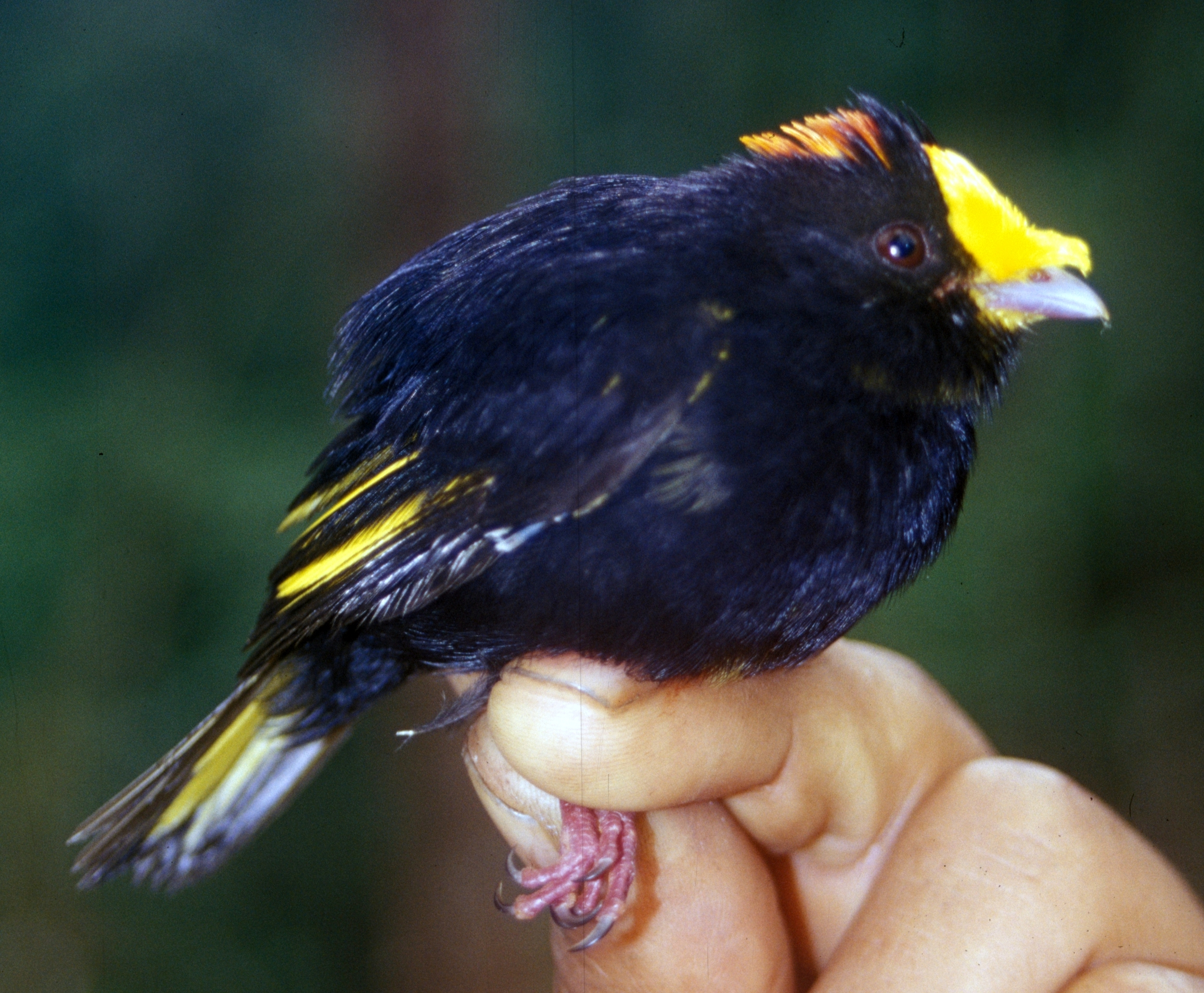
Goudvleugelmanakin Masius chrysopterus

## Taxonomie
De Manakins (Pipridae) zijn niet verwant aan de prachtvinken (Estrildidae). Het is een Amerikaanse familie die behoort tot de onderorde Suboscines. Het is de zustergroep van de Tyrannidae.
De familie telt 55 soorten, verdeeld over 16 geslachten:
- Geslacht Tyranneutes (2 soorten manakins)
- Geslacht Neopelma (5 soorten manakins)
- Geslacht Chloropipo (2 soorten manakins)
- Geslacht Antilophia (opgenomen in Chiroxiphia, 2 soorten)
- Geslacht Chiroxiphia (7 soorten manakins)
- Geslacht Ilicura (1 soort: Pijlstaartmanakin)
- Geslacht Masius  (1 soort: Goudvleugelmanakin)
- Geslacht Corapipo (3 soorten manakins)
- Geslacht Xenopipo (2 soorten manakins)
- Geslacht Cryptopipo (1 soort: Groene manakin)
- Geslacht Lepidothrix (8 soorten manakins)
- Geslacht Heterocercus (3 soorten manakins)
- Geslacht Manacus (4 soorten manakins)
- Geslacht Pipra (3 soorten manakins)
- Geslacht Machaeropterus (5 soorten manakins)
- Geslacht Pseudopipra (1 soort: Witkruinmanakin)
- Geslacht Ceratopipra (5 soorten manakins)